# Бабич Сергій Петрович
Сергій Петрович Бабич (1 вересня 1946, тепер Україна — 22 квітня 2004, місто Київ) — український радянський комсомольський діяч, секретар ЦК ЛКСМУ, голова виконавчого комітету Залізничної районної ради народних депутатів міста Києва. Кандидат економічних наук.

## Життєпис
Трудову діяльність розпочав робітником будівельно-монтажного управління № 1 Харківського домобудівного комбінату № 1. Згодом працював бригадиром малярів, начальником цеху, головним інженером будівельно-монтажного управління № 1 Харківського домобудівного комбінату № 1.
Член КПРС з 1966 року.
Закінчив Харківський інженерно-будівельний інститут.
У 1972—1975 роках — 1-й секретар Орджонікідзевського районного комітету ЛКСМУ міста Харкова; 2-й секретар Харківського обласного комітету ЛКСМУ.
У січні 1975 — січні 1979 року — секретар ЦК ЛКСМУ.
У 1979—1982 роках — заступник голови Комітету по фізичній культурі і спорту при Раді міністрів Української РСР.
У 1982—1985 роках — слухач Академії суспільних наук при ЦК КПРС у Москві.
У 1985 році — заступник завідувача відділу організаційно-партійної роботи Київського міського комітету КПУ.
12 серпня 1985 — 1986 року — голова виконавчого комітету Залізничної районної ради народних депутатів міста Києва.
У 1986 — після 1989 року — завідувач соціально-економічного відділу Київського міського комітету КПУ
Потім — керівник економічного управління Київського міськвиконкому, заступник голови міста Києва.
Подальша доля невідома.

## Нагороди і відзнаки
- орден Дружби народів — за активну участь у підготовці до Олімпіади 1980
- медалі